# تايرون تومسون (سياسي)
تايرون تومسون (بالإنجليزية: Tyrone Thompson)‏ هو سياسي أمريكي، ولد في 1967 في نورث لاس فيغاس في الولايات المتحدة. حزبياً، نشط في الحزب الديمقراطي. وقد انتخب عضو المجلس النيابي لولاية نيفادا.

## وصلات خارجية
- الموقع الرسمي